# Alexander De Croo

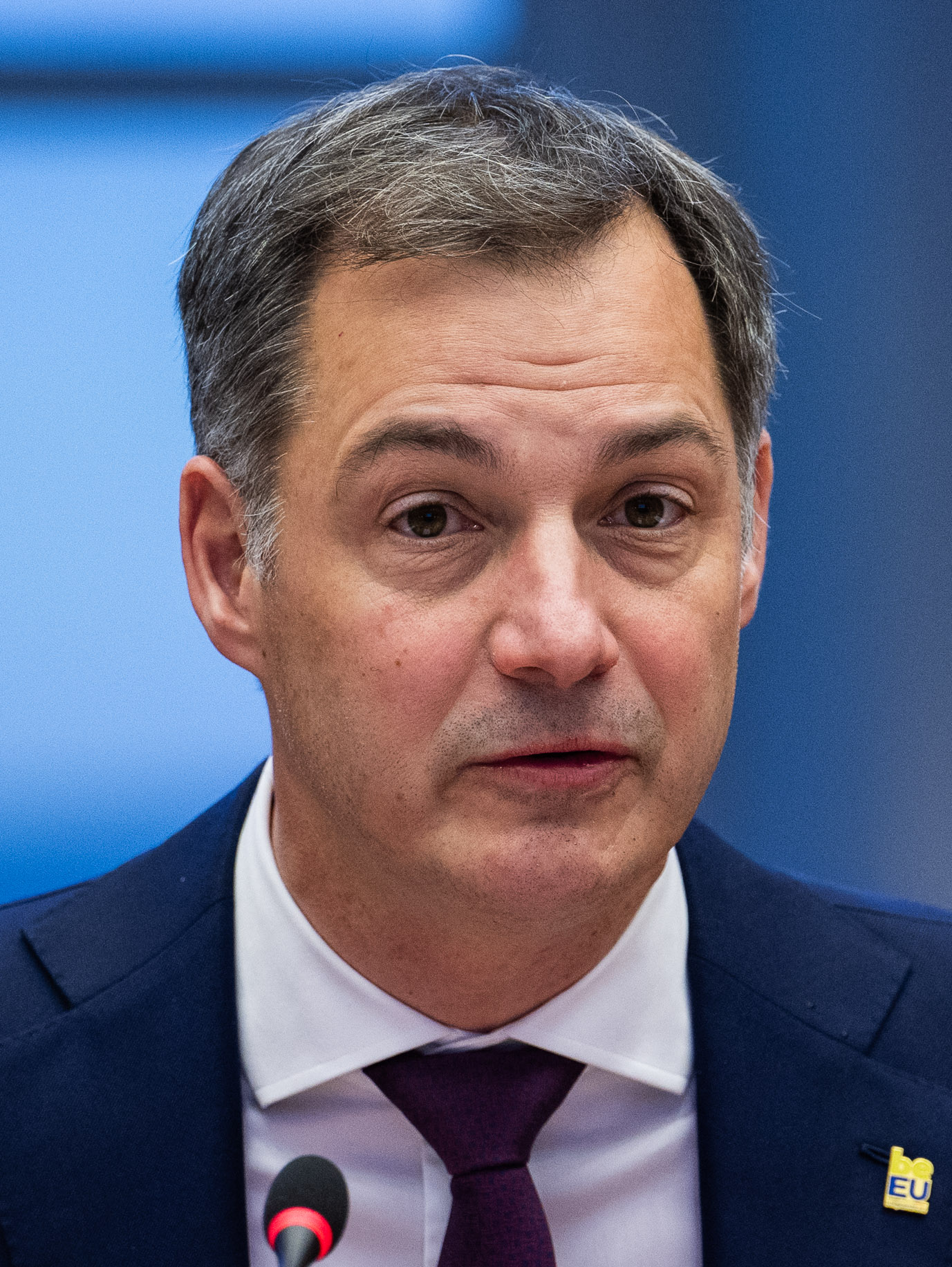
Alexander De Croo (2024)

Alexander De Croo (* 3. November 1975 in Vilvoorde) ist ein belgischer Unternehmer und Politiker der Open Vlaamse Liberalen en Democraten (Open VLD). Vom 1. Oktober 2020 bis zum 3. Februar 2025 war er Premierminister Belgiens in der Regierung De Croo. Zuvor war er von Dezember 2018 bis September 2020 Vizepremier und Minister für Finanzen und Entwicklungshilfe in der föderalen Regierung Wilmès II. Von 2009 bis 2012 war er Vorsitzender der Open VLD. 

## Biografie
De Croo ist der Sohn des liberalen Politikers Herman De Croo (OpenVLD) und der Anwältin Françoise Desguin. Er studierte bis 1998 an der Vrije Universiteit Brussel (VUB) und schloss mit einem Master als Wirtschaftsingenieur ab. Danach erwarb er an der Northwestern University in Illinois einen Master of Business Administration (MBA). Weiterhin in den Vereinigten Staaten, arbeitete er sechs Jahre lang für die Unternehmensberatung Boston Consulting Group. Danach kehrte er nach Belgien zurück und gründete seine eigene Beratungsgesellschaft, die sich auf den Schutz des geistigen Eigentum spezialisierte.

## Politische Laufbahn
Im Dezember 2009 wurde er in der zweiten Stimmrunde als Nachfolger von Guy Verhofstadt an der Spitze der OpenVLD gewählt. Zuvor hatte er noch kein politisches Mandat innegehabt, aber sein Vater Herman De Croo war deren langjähriger Vorsitzender. Eine der ersten Handlungen war der Sturz der Regierung Leterme II am 26. April 2010, da er den zuvor mühsam ausgehandelten Kompromiss zur Aufspaltung des Wahlkreises Brüssel-Halle-Vilvoorde ablehnte. Darauf folgte mit 541 Tagen die längste Regierungskrise Belgiens, die erst am 6. Dezember 2011 mit der Bildung der Regierung Di Rupo endete.
Zunächst wurde De Croo 2010 in den Senat gewählt. Am 18. Oktober 2012 wechselte er in die Föderalregierung und wurde Vizepremier und Pensionsminister in der Regierung unter Premierminister Elio Di Rupo (PS). Dort ersetzte er seinen Vorgänger Vincent Van Quickenborne (Open VLD), der seinerseits das Bürgermeisteramt in Kortrijk angenommen hatte.
Nach der Parlamentswahl in Belgien 2014, bei der er in die Abgeordnetenkammer gewählt wurde, erhielt De Croo in der Regierung unter Premierminister Charles Michel (MR) die Zuständigkeit der Entwicklungszusammenarbeit. Weiterhin blieb er Vizepremierminister.
Alexander De Croo ist Teil des Jahrgangs 2015 der Young Global Leaders des Weltwirtschaftsforums.
Nach dem Austritt der flämischen Nationalisten (N-VA) aus der Regierung am 9. Dezember 2018 wurde er in der geschäftsführenden Regierung Michel II auch Finanzminister, mit der Zuständigkeit für die Bekämpfung von Steuerbetrug, und blieb dies auch in den Regierungen Wilmès I und Wilmès II.
Am 1. Oktober 2020 wurde er als Premierminister von Belgien vereidigt. Er führte die Regierung De Croo. Am 3. Februar 2025 wurde er im Amt des Premierministers von Bart De Wever abgelöst.

## Familie
De Croo hat mit seiner Frau Annick zwei Söhne. Er wohnt in Michelbeke, einem Stadtteil von Brakel in der Provinz Ostflandern, dem Sitz der Familie De Croo seit sechs Generationen.
Im Jahr 2018 erschien sein Buch De eeuw van de vrouw/Le siècle de la femme (deutsch Das Jahrhundert der Frau), das eine Hommage an seine Mutter ist, die sich in den 1950er Jahren als eine der ersten Anwältinnen im ländlich-konservativen katholischen Milieu Flanderns auf das Scheidungsrecht spezialisierte und viele Frauen, die finanziell in der Ehe gefangen waren, ermutigte, sich über eigene Berufstätigkeit daraus zu befreien.

## Politische Ämter
- 2010–2014: Senator (teilweise verhindert)
- 2012–2014: Vizepremierminister und föderaler Pensionsminister in der Regierung Di Rupo
- seit 2014: Mitglied der föderalen Abgeordnetenkammer (teilweise verhindert)
- 2014–2018: Vizepremierminister und föderaler Minister für Entwicklungszusammenarbeit, die Digitale Agenda, Telekommunikation und das Postwesen in der Regierung Michel I
- 2018–2019: Vizepremierminister und föderaler Minister für Finanzen und Entwicklungshilfe in der Regierung Michel II, zuständig für Bekämpfung von Steuerbetrug
- 2018–2020: Vizepremierminister und föderaler Minister für Finanzen und Entwicklungshilfe in der Interims-Regierung und in der regulären Regierung Wilmès, zuständig für Bekämpfung von Steuerbetrug
- 2020–2025: Premierminister